# ماریان روئوکا
ماریان روئوکا (انگلیسی: Marian Rułka؛ ‏ ۲۲ ژوئیهٔ ۱۹۲۹ – ۱۳ نوامبر ۱۹۸۳) بازیگر اهل لهستان بود. او دانش‌آموختهٔ آکادمی ملی هنرهای نمایشی الکساندر زلوروویچ در ورشو است.
از فیلم‌ها یا برنامه‌های تلویزیونی که وی در آن نقش داشته‌است، می‌توان به چگونه جنگ جهانی دوم را آغاز کردم، لهستان بازسازی‌شده، خانه و سه داستان اشاره کرد.